# Ampulex formicoides
Ampulex formicoides är en  stekelart som beskrevs av Rowland Edwards Turner 1926.
Ampulex formicoides ingår i släktet Ampulex och familjen Ampulicidae. Inga underarter finns listade i Catalogue of Life.